# Geschwister Weisheit

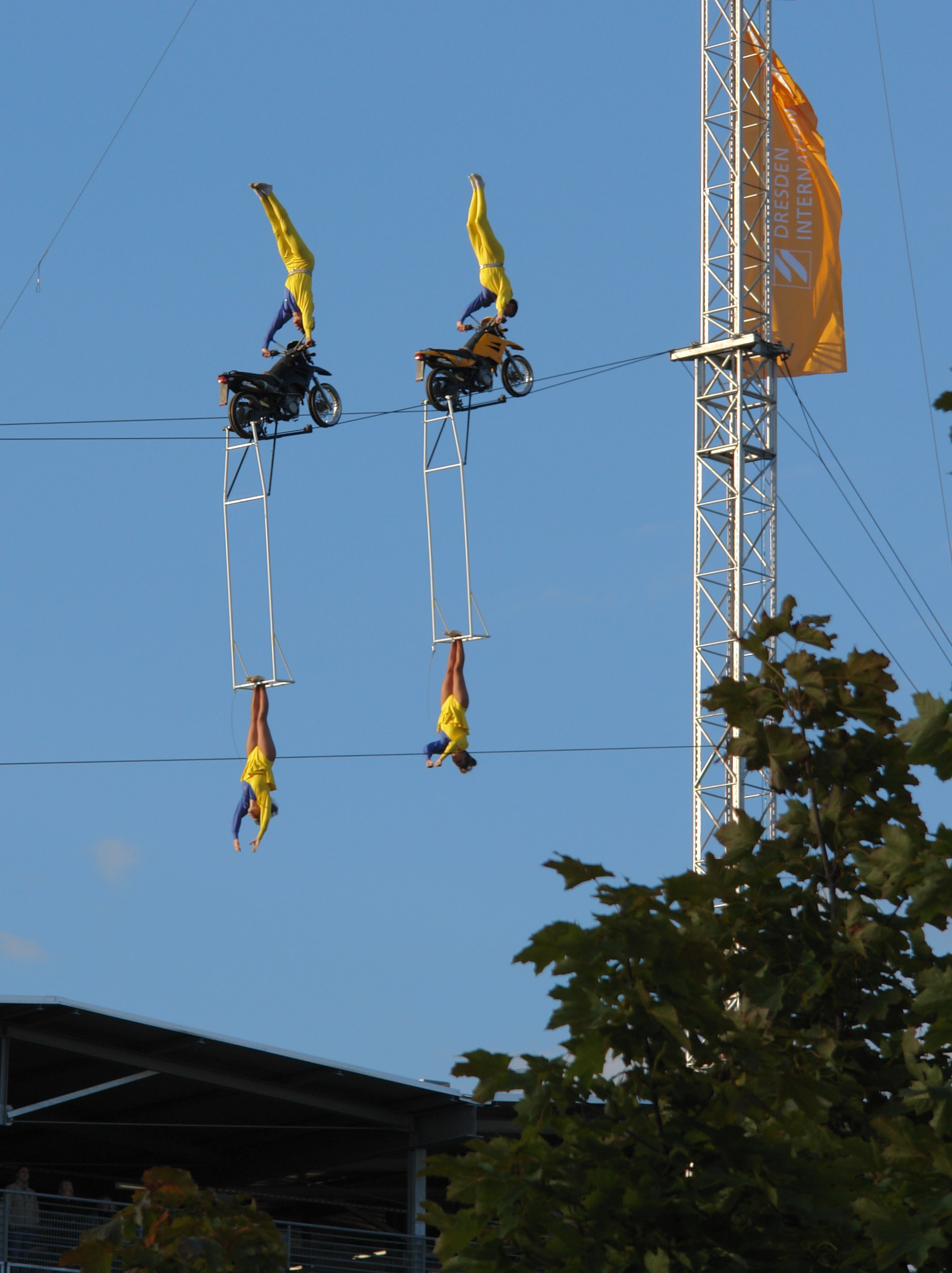
Die Geschwister Weisheit bei einem Auftritt in Dresden.

Auftritt 2012

Die Geschwister Weisheit sind eine Künstlerfamilie aus Siebleben, einem Ortsteil von Gotha in Thüringen. Sie präsentieren seit 1900 in mehreren Generationen Hochseilartistik.
Dabei vollführen die Mitglieder der Seiltänzertruppe eine Fünf-Personen-Pyramide als Drahtseilakt auf dem Hochseil. Auch eine sogenannte Steilseildarbietung ohne Netz mit und ohne Balancierstange gehört zu ihrem Repertoire, ebenso wie die Motorradshow mit zehn Artisten und drei Motorrädern in bis zu 40 m Höhe. Auch ein Original-Formel-E-Rennwagen in 30 m Höhe auf doppelt gespanntem Drahtseil ist Bestandteil ihres Programms.
Gegründet wurde die Truppe von Friedrich Wilhelm Weisheit, die zweite Generation wurde von seinem Sohn Lorenz Weisheit geführt, dem Vater des jetzigen Chefs, Rudi Weisheit.

## Auszeichnungen
Die Artistentruppe erhielt 2003 den Thüringer Verdienstorden und die Ehrenmedaille der Artistik in Gold. 2011 gewann die Hochseiltruppe beim Zirkusfestival von Monte Carlo den Ehrenpreis der Jury und den Preis der deutschen Zirkusfreunde.

## Filmografie
- 1987: Kindheit
- 2025: Lenny auf dem Hochseil